# Liste der Baudenkmale in Wendisch Baggendorf
In der Liste der Baudenkmale in Wendisch Baggendorf sind alle Baudenkmale der Gemeinde Wendisch Baggendorf im Landkreis Vorpommern-Rügen und ihrer Ortsteile aufgelistet. Grundlage ist die Veröffentlichung der Denkmalliste des Landkreises Vorpommern-Rügen, Auszug aus der Kreisdenkmalliste vom Juli 2012.

## Leyerhof
| ID  | Lage                | Bezeichnung | Beschreibung | Bild |
| --- | ------------------- | ----------- | --- | ---- |
| 578 | Leyerhof 29 (Karte) | Gutshaus    | 1-gesch., 10-achs. Putzbau von um 1762, später umgebaut, mit hohem Sockelgeschoss, 2-gesch. Zwerchgiebel und Mansarddach. |      |

## Quelle
- Denkmalliste des Landkreises Vorpommern-Rügen